# Borca (gmina)
Borca – gmina w Rumunii, w okręgu Neamț. Obejmuje miejscowości Borca, Lunca, Mădei, Pârâul Cârjei, Pârâul Pântei, Sabasa i Soci. W 2011 roku liczyła 6148 mieszkańców.